# You Look Good
«You Look Good» — песня американской кантри-группы Lady Antebellum. Она была выпущена 25 сентября 2017 года в качестве первого сингла из их седьмого студийного альбома Heart Break (2017). В ней основной вокал исполняют Хиллари Скотт и Чарльз Келли. Она была выпущена 19 января 2017 года на лейбле Capitol Records в Нэшвилле и попала в эфир американского кантри-радио 23 января. Песня была написана Хиллари Линдси, Райаном Хёрдом и продюсером busbee.

## История
В 2015 году успех Lady Antebellum начал падать после выхода синглов с их шестого студийного альбома 747 (2014), что группа объясняет «усталостью» фанатов и радиоведущих. После завершения тура Wheels Up Tour группа объявила о коротком перерыве в записях и гастролях. В это время все участники группы работали над своими сольными проектами: Чарльз Келли и Хиллари Скотт — над своими сольными дебютами The Driver и Love Remains соответственно, а Дэйв Хейвуд — над дебютным мини-альбомом Post Monroe. Вернувшись к работе над следующим альбомом, группа провела месяц в Лос-Анджелесе, Калифорния, и наняла поп-продюсера Busbee для курирования проекта.
Сообщается, что запись песни «You Look Good» была отложена для Томаса Ретта, прежде чем её взяла на себя Lady Antebellum. Песня вышла 19 января 2017 года. «You Look Good» — первый новый релиз группы с 2014 года, последовавший за перерывом.

## Композиция
«You Look Good» — это, прежде всего, кантри-поп-песня с элементами фанка, джаза и соула. В песне впервые в карьере группы звучит духовая секция с «медными» звуками. Билли Дьюкс из Taste of Country отметил, что «You Look Good» — третий подряд сингл группы, призванный «[расширить] восприятие того, кто они такие».

## Отзывы
Билли Дьюкс из Taste of Country похвалил энергетику песни, написав: «Всякий раз, когда Хиллари Скотт может сравниться с лёгкой развязностью [Чарльза Келли], они выглядят — и звучат — хорошо. На самом деле, Lady Antebellum редко проигрывает, когда два вокалиста преданы одной и той же вокальной эмоции». Дэвид Уотт из All Noise написал, что «You Look Good» — «хорошая песня с… свежим звучанием, и она подтверждает заявления… группы о своём… [желании] к инновациям».

## Музыкальное видео
19 января 2017 года группа выпустила официальное лирик-видео к песне. Видео, повествующее о месяцах работы над Heart Break, включает в себя фотографии Polaroid и видеозаписи того периода, а также показывает, как Чарльз, Хиллари и Дэйв «бездельничают». Видео заканчивается отрывком из выступления группы в 2006 году, ещё до выхода их дебютного альбома, потому что, как сказал Хейвуд в интервью Billboard, они «хотели вернуть то чувство, которое мы испытывали в 2006 году, когда начинали» во время записи этого альбома.

## Позиции в чартах
| Чарт (2017)                         | Высшая позиция |
| ----------------------------------- | -------------- |
| Канада (Billboard Canadian Hot 100) | 99             |
| Канада (Billboard Country)          | 8              |
| США (Billboard Hot 100)             | 59             |
| США (Billboard Country Airplay)     | 4              |
| США (Billboard Hot Country Songs)   | 8              |

| Чарт (2017)                        | Позиция |
| ---------------------------------- | ------- |
| Канада (Canada Country, Billboard) | 15      |
| США (Country Airplay, Billboard)   | 3       |
| США (Hot Country Songs, Billboard) | 9       |

## Сертификации
| Регион                                                                      | Сертификация | Продажи |
| --------------------------------------------------------------------------- | ------------ | ------- |
| Канада (Music Canada)                                                       | Золотой      | 40 000  |
| Данные о продажах + прослушиваниях приведены только на основе сертификации. |              |         |